# Фастрада
Фастрада (Fastrada; * 765; † 10 август 794 във Франкфурт на Майн) e четвъртата съпруга на Карл Велики.

## Биография
Дъщеря е на тюрингски-майнфранкски граф Радулф. През октомври 783 г., след смъртта на втората съпруга на Карл Хилдегард и майка му Бертрада, той се жени за Фастрада, с която има две дъщери:
- Теодрада (* 785, † 9 януари 844/853, от 814 игуменка на Аржантьой)
- Хилтруд (* 787, † сл. 800 или сл. 814).

Болнавата Фастрада умира по време на Франкфуртския синод и е погребана в „Св. Албан“ Майнц, много преди църквата да е завършена. Гробният камък на Фастрада е изместен след разрушаването на манастира през 1552 г. в Катедралата на Майнц и се намира там в стената на южната му част.
Текстът на гроба е написан от Теодулф от Орлеан:
Inclitae Fastradae riginae hic membra quiescunt,
De medio quam mors frigida flore tulit.
Nobilis ipsa viri thalamo coniuncta potentis,
Sed modo caelesti nobiliore thalamo
Pars animae melior. Carlus Rex ipse remansit
Cui tradat mitis tempora larga deus.